# Bothynus striatellus
Bothynus striatellus är en skalbaggsart som beskrevs av Leon Fairmaire 1878. Bothynus striatellus ingår i släktet Bothynus och familjen Dynastidae. Inga underarter finns listade.